# Ceratophysella platyna
Ceratophysella platyna är en urinsektsart som beskrevs av Park 2006. Ceratophysella platyna ingår i släktet Ceratophysella och familjen Hypogastruridae. Inga underarter finns listade i Catalogue of Life.